# Buprestis dalmatina
Buprestis dalmatina ist ein Käfer aus der Familie der Prachtkäfer und der Unterfamilie Buprestinae. Die Gattung Buprestis ist in Europa mit über zehn Arten vertreten, die drei Untergattungen zugeteilt werden. Buprestis dalmatina gehört zur Untergattung Buprestis.
|                                                   | |
| Abb. 1: Verschiedene Ansichten des Käfers (♀)     | |
|                                                   | |
| Abb. 2: Verschiedene Zeichnungen der Flügeldecken | |
| _________________________ Abb. 3: Paarung         | ________________________________ Abb. 4: Detail Vorderbein ♂ von unten, Tarsus (deformiert) und Ende der Schie- ne mit Haken (nach links zeigend) |

## Bemerkungen zum Namen und zu Synonymen
Der Käfer wird erstmals 1837 von Mannerheim unter dem Namen beschrieben, den er noch heute trägt. Mannerheim gibt als Heimat der Käfers Dalmatia an, was den Artnamen dalmatina erklärt. Laut Vorwort konserviert Mannerheim Namen, die in Katalogen für Käfer auftauchen, die noch nicht beschrieben sind, und nennt bei Buprestis dalmatina als Namensgeber nicht sich selbst, sondern Ludwig Parreyss (Wien).
Da der Käfer farblich sehr unterschiedlich aussehen kann, wird er mehrfach teilweise als neue Art, teilweise als Aberration neu beschrieben: 
- 1845 von Frivaldsky mit dem Artnamen flavostrigata von lat. flávus, „gelb“ und strigātus „gestreift“, da er pro Flügeldecke zwei bis vier kleine gelbe Makeln aufweist.[3][4]

- 1865 von Marseul mit dem Artnamen ledereri nach M. Lederer benannt, aus dessen Sammlung das der Beschreibung zu Grunde liegende Exemplar stammt: jede Flügeldecke mit einem blassgelben Längsband, welches an beiden Enden verkürzt ist.[5][6]

- 1918 von Pic als Variante semiviridescens von lat. sēmi, „halb“ und  viridéscens, „grünend“ als mit grünlichen Flügeldecken ohne Flecken (lat. elytris viridescintibus et immaculatis).[7]

Der Gattungsname Buprestis geht auf die Zeit vor Linnaeus zurück und wird bereits von Aristoteles für ein nicht genau bekanntes Insekt gebraucht, das den Tod von Rindern bewirkt, wenn es von diesen gefressen wird. Er ist von altgr. βούς, „bōūs“, „Rind“, und πρήθω, „prētho“, „ich blähe auf“ abgeleitet.

## Eigenschaften des Käfers
Der Käfer wird dreizehn bis neunzehn Millimeter lang und ist viermal so lang wie breit und damit relativ schlank. Er ist länglich oval, sein Umriss ist im mittleren Bereich kaum nach außen gewölbt, die Seiten verlaufen dort annähernd parallel. Im Vergleich mit den anderen Arten der Gattung ist er relativ flach. 
Der Käfer ist sehr variabel gefärbt, Obenberger gibt in einem Schlüssel 18 Aberrationen an, die er in drei Hauptvarietäten zusammenfasst. Innerhalb dieser Variabilität gibt es Überschneidungen mit den ebenfalls variabel gezeichneten Arten Buprestis novemmaculata, Buprestis humeralis und Buprestis tarsensis, weshalb man bei der Bestimmung sich nicht auf die Färbung beschränken kann. Die Grundfarbe der Oberseite kann schwarz, dunkelbraun, bis dunkel grünkupfrig sein, auch bläuliche Schattierungen sind möglich. 
Der Kopf ist sehr fein (pubeszent) behaart. Er ist rundlich, kurz, nach unten geneigt und in die Brust zurückgezogen. Er ist dicht verrunzelt punktiert. In der Mitte verläuft eine feine Längsfurche. Die glänzenden elfgliedrigen Fühler sind lang und schlank, nach innen gesägt und kürzer als Kopf und Halsschild zusammen. Sie sind voneinander entfernt neben dem Vorderrand der Augen eingelenkt. Über die Stirn, die Oberlippe und die Oberseite der Oberkiefer erstreckt sich eine rötlich gelbe bis blassgelbe Zeichnung, die grüne Flecke umschließen kann oder auch teilweise reduziert ist. Die ovalen Augen stehen voneinander entfernt und treten kaum hervor. Der Abstand vom Hinterrand der Augen bis zum Halsschild ist klein.
Die kräftigen Oberkiefer sind leicht gebogen und zweizähnig. Die Oberlippe ist schwach ausgeschnitten. Die beiden letzten Glieder des viergliedrigen Kiefertasters sind länglich eiförmig und gleich groß. Das Endglied des dreigliedrigen Lippentasters ist eiförmig und abgestutzt.
Der Halsschild ist breiter als lang und kräftig wenig dicht bis dicht punktiert. Er ist vorn am schmalsten mit stumpfen nach unten gezogenen Vorderwinkeln, die gerandeten Seiten verbreitern sich fast gerade und weniger gekrümmt als bei Buprestis tarsensis bis zur doppelbuchtigen Basis, die Hinterwinkel sind annähernd rechtwinklig. Der feine Seitenrand des Halsschilds senkt sich nach vorn ab und läuft dort aus. Vorn und über dem Seitenrand des Halsschilds verläuft in aller Regel ein orangegelber bis blassgelber Streifen, der gewöhnlich den Hinterwinkel erreicht. Der Vorderrand ist schmal und in der Mitte breit unterbrochen. 
Das Schildchen ist klein und rundlich.  
Die Flügeldecken sind fast viermal so lang wie der Halsschild und zusammen breiter als dieser. Sie sind seitlich umgebogen, über den Mittelhüften etwas verbreitert und können dort am Rand einen kleinen gelben Fleck haben. Nach hinten verschmälern sich die Flügeldecken ab der Mitte. Sie enden gerade bis leicht schräg abgestutzt, wobei sich ein stumpfer Außenwinkel ergibt. Dabei ist die Außenecke des Abschnitts und der Nahtwinkel zu einem Zähnchen ausgezogen, außerdem kann dazwischen an der Innenecke des Abschnitts noch ein drittes Zähnchen ausgebildet sein. Die Flügeldecken tragen Längsfurchen bildende Punktreihen aus dicht nebeneinander liegenden und tiefen Punkten. Die Intervalle sind nur wenig gewölbt, etwa gleich breit und gleichmäßig punktiert, das sechste Intervall ist verkürzt.
Die einzelne Flügeldecke ist rein dunkel und ungefleckt oder mit einem bis vier annähernd längs verlaufenden gelben Makeln versehen oder diese Makel verbinden sich teilweise oder ganz zu einem blassgelben Längsband, das sich unterschiedlich breit etwa längs der Mitte jeder Flügeldecke erstreckt. Dieses Längsband ist auf den vorderen Flügeldeckenbereich beschränkt oder reicht im Extremfall bis nahe an das Ende der Flügeldecken (Abb. 2).
Die Unterseite ist fein behaart. Im Vergleich zu Buprestis tarsensis ist die Skulptur der Unterseite gröber und dichter, die Hinterhüften zu den Seiten hin stärker verengt. Das Prosternum ist spärlich punktiert und endet in einem abgestumpften Fortsatz, der in einer Aussparung des Mesosternums liegt. Dieser Prosternalfortsatz vom Vorderrand der Vorderhüften ab gemessen ist länger als das Prosternum vor den Vorderhüften (bei Buprestis octoguttata ist er gleich lang oder kürzer). Der Hinterleib ist feiner punktiert, das letzte Segment (Analsternit) beim Männchen gerade abgeschnitten, beim Weibchen stumpf abgerundet. Das Analsternit trägt gewöhnlich auf jeder Seite einen großen rotgelben dreieckigen Fleck. Im Extremfall findet man auf dem zweiten, dritten und vierten Abdominalsternit beiderseits einen Fleck auf der Seite und zwei Flecke auf dem Analsternit, die beiden Flecke des Analsternits können zu einer Binde vereinigt sein. Auf der Scheibe des Abdomens befinden sich jedoch in jedem Fall keine gelben Flecke. Die Anzahl der Seitenflecke kann von sechs auf vier, zwei oder null reduziert sein. 
Die Vorderbeine haben verdickte Schenkel. Die Schienen der Vorderbeine sind beim Weibchen einfach, beim Männchen mit einem den Tarsen gegenüberliegenden spornartigem Haken versehen (Abb. 4). Mit dem Sporn hakt sich das Männchen bei der Paarung am Flügeldeckenrand des Weibchens im Bereich der Schultern ein (Abb. 3). Im Vergleich zu Buprestis novemmaculata sind die Schienen bei Buprestis dalmatina viel zierlicher und weniger gebogen, der Haken scharf, aber kleiner. Die Klauen sind einfach, die fünfgliedrigen Tarsen an den hinteren Füßen ziemlich schmal, unten gelappt, das erste Glied etwas länger als das zweite.

## Biologie
Man findet die Käfer von Mai bis August an den Brutbäumen, meist Kiefern, gelegentlich Zypressen.

## Vorkommen
Die Art wird von Niehuis als pontomediterranes Faunenelement eingestuft. Der Käfer ist von Ägypten und Syrien durch Kleinasien und Griechenland bis Albanien, Montenegro und Dalmatien nachgewiesen. Laut Fauna Europaea kommt die Art auch noch etwas weiter nach Norden (Slowenien, Bosnien und Herzegowina Bulgarien, Ukraine) vor.